# Podalyria biflora
Podalyria biflora är en ärtväxtart som först beskrevs av Anders Jahan Retzius, och fick sitt nu gällande namn av Jean-Baptiste de Lamarck. Podalyria biflora ingår i släktet Podalyria och familjen ärtväxter. Inga underarter finns listade i Catalogue of Life.